# Zack La Cavera
Zack La Cavera (ur. 1 stycznia 1993 w Huntington Beach) – amerykański siatkarz, grający na pozycji atakującego.
W 2011 z zespołem Balboa Bay Volleyball Club wywalczył tytuł mistrza Stanów Zjednoczonych w kategorii juniorów. W sezonie 2014/15 był liderem swojej drużyny w akademickich rozgrywkach krajowych. Dysponując mocną zagrywką, zdobył m.in. 44 asy. Reprezentując Uniwersytet Kalifornijski w Irvine, został wybrany najlepszym graczem ligi.
W 2015 siatkarzem zainteresował się trener Raúl Lozano, w wyniku czego Amerykanin podpisał profesjonalny kontrakt z polską drużyną Czarnych Radom, występującą w PlusLidze.

## Sukcesy reprezentacyjne
Puchar Panamerykański:
- 2014